# هواپیماها: حریق و نجات
هواپیماها: حریق و نجات (انگلیسی: Planes: Fire & Rescue)، فیلمی در ژانر کمدی است که در سال ۲۰۱۴ منتشر شد.